# Trappe
Trappe es un borough ubicado en el condado de Montgomery, en el estado estadounidense de Pensilvania. En el año 2010 tenía una población de 3,509 habitantes. Su población estimada en 2019 era de 3,725 habitantes.

## Geografía
Trappe está situado en las coordenadas 40°11′50″N 75°28′31″O / 40.19722, -75.47528 y tiene 5,4km2 de superficie.

## Demografía
Del censo de 2000, surge que en ese momento había 3.210 personas, 1.292 hogares y 886 familias que residían en la ciudad. La densidad de población era de 1,547.1 personas por milla cuadrada (598.7/km ²). Había 1.351 unidades de vivienda en una densidad media de 651.1/sq mi (252.0/km ²).
La composición racial de la ciudad, de acuerdo con el censo de 2010 era: 89.2% blancos, 3,2% americafricanos, 0,3% americanos nativos, 4.5% asiáticos y 2% de dos o más razas. Hispanos o latinos de cualquier raza eran el 2,7% de la población.

## Historia
Los alemanes llegaron alrededor de 1700 y el primer monumento construido fue la Iglesia Luterana de Augusto, que fue designada monumento histórico nacional.